# 固体潮
固体潮也称陆潮，是指在太阳、月球等天体引力作用下，固体地球产生周期性变化的现象。因为固体地球具有一定弹性，所以在受到其他天体的引力时，跟海洋一样会产生变形。这些变形的实际振幅按固体地球表面的垂直运动计算，约为30.48cm或稍小。1863年，英国科学家开尔文在分析海洋潮汐中发现，双周潮波分量Mf只有理论值的2/3，他认为这损失的l/3是由于安放水尺的陆地也随之上升的缘故，这是固体潮研究的开始。